# Paola López
Paola Alexandra López Prieto (Bogotá, 11 de enero de 1989) es una presentadora colombiana. A la edad de 19 años participó en el concurso “Señorita Bogotá”. Más tarde ingresó al Centro de Educación Artística de Citytv.
Actualmente es coordinadora de entretenimiento en el noticiero Red +, presentadora y host del canal Claro Video, presentadora del programa Red+ Salud y gerente de su compañía productora audiovisual Studi-On.  

## Filmografía

### Programas y telenovelas
- Bravíssimo - Citytv
- Vuelese si puede (2009-2012)...Conductora
- Gran Hermano 2012...Conductora
- Viva la tarde (2014)
- Vamos al estadio (Rcn 2015)
- 15 Minutos Tv Red +